# Damir Džumhur
Damir Džumhur (* 20. Mai 1992 in Sarajevo) ist ein bosnischer Tennisspieler.

## Tenniskarriere

### Erfolge als Junior
Von 2008 bis 2010 trat Damir Džumhur auf der ITF Junior Tour an. Er konnte mehrere Titel gewinnen und erreichte Platz 3 der Junioren-Weltrangliste. Seine größten Erfolge als Junior waren der Titelgewinn bei den Junioren-Europameisterschaften 2010, der Gewinn der Bronzemedaille bei den Olympischen Jugend-Sommerspielen 2010 in Singapur sowie das Erreichen des Viertelfinals in Wimbledon 2010.

### Erste Jahre als Profi und Davis-Cup-Debüt
Von 2009 bis 2013 nahm er an Turnieren der drittklassigen ITF Future Tour teil und konnte dort 12 Titel im Einzel sowie 8 Titel im Doppel gewinnen. Im Jahr 2010 spielte Džumhur erstmals für Bosnien und Herzegowina im Davis Cup und gewann dabei das entscheidende letzte Einzel gegen Estland. 2014 qualifizierte er sich für das Hauptfeld der Australian Open und damit erstmals für ein Grand-Slam-Turnier. Er ist der erste Spieler aus seinem Land, dem dies gelang. Er erreichte sogleich die dritte Runde. Auch für die French Open gelang ihm die Qualifikation, er scheiterte jedoch in der Auftaktrunde.
Für die Olympischen Spiele 2016 in Rio de Janeiro erhielt Džumhur von der Tripartie Commission einen direkten Startplatz. Er schied in der ersten Runde aus. In der Saison 2017 gewann er als erster Bosnier in St. Petersburg einen Titel auf der ATP Tour.

### Top 30 der Welt
Nach dem Turnier in Rotterdam im Februar 2018 zählte Džumhur erstmals zu den besten 30 Spielern der Welt laut Weltrangliste. Bei den French Open, bei denen er an Position 26 gesetzt war, scheiterte er nach Siegen gegen Denis Kudla und Radu Albot in der dritten Runde in fünf Sätzen an Alexander Zverev. Džumhur vergab dabei einen Matchball. Ende Juni gewann er die Antalya Open 2018, wonach er mit Rang 23 seine bisher höchste Platzierung im ATP-Ranking erreichte. An den Los Cabos Open scheiterte er erst im Halbfinal an Juan Martín del Potro.

### Abstieg und Erkrankung
In der Saison 2019 gelangte Džumhur bei keinem Turnier über das Viertelfinale hinaus. Bei den Slovak Open auf der Challenger Tour unterlag er im Finale dem Österreicher Dennis Novak. Im Februar 2020 fiel er wieder aus den Top 100 und pausierte für ein halbes Jahr. Im Oktober erreichte er das Finale eines Challenger-Turniers in Barcelona, wo er sich dem 17-jährigen Carlos Alcaraz nach gewonnenem Startsatz geschlagen geben musste. Auch im folgenden Jahr schaffte er einzig den Einzug ins Finale der Serbia Challenger Open, verlor jedoch gegen Roberto Carballés Baena.
2022 erkrankte er während der Qualifikation zu den French Open an einer akuten Pankreatitis und fiel für vier Monate aus.

### Seit 2023
Für die Srpska Open 2023 in seiner bosnischen Heimat erhielt Džumhur eine Wildcard und erreichte dort das Viertelfinale. Nach drei Erfolgen bei Challenger-Turnieren erlangte er im August 2024 erstmals wieder einen Platz unter den Top 100, bis Jahresende kamen drei weitere Challenger-Titel hinzu. Bei den French Open 2025 unterlag er in der dritten Runde dem Titelverteidiger Alcaraz.

## Erfolge
| Legende (Anzahl der Siege)  |
| Grand Slam                  |
| ATP World Tour Finals       |
| ATP World Tour Masters 1000 |
| ATP World Tour 500          |
| ATP World Tour 250 (3)      |
| ATP Challenger Tour (14)    |

| ATP-Titel nach Belag |
| Hartplatz (2)        |
| Sand (0)             |
| Rasen (1)            |

### Einzel

#### Turniersiege

##### ATP World Tour
| Nr. | Datum              | Turnier        | Belag         | Finalgegner       | Ergebnis      |
| --- | ------------------ | -------------- | ------------- | ----------------- | ------------- |
| 1.  | 24. September 2017 | St. Petersburg | Hartplatz (i) | Fabio Fognini     | 3:6, 6:4, 6:2 |
| 2.  | 22. Oktober 2017   | Moskau         | Hartplatz (i) | Ričardas Berankis | 6:2, 1:6, 6:4 |
| 3.  | 30. Juni 2018      | Antalya        | Rasen         | Adrian Mannarino  | 6:1, 1:6, 6:1 |

##### ATP Challenger Tour
| Nr. | Datum              | Turnier             | Belag     | Finalgegner             | Ergebnis        |
| --- | ------------------ | ------------------- | --------- | ----------------------- | --------------- |
| 1.  | 13. April 2014     | Mersin              | Sand      | Pere Riba               | 7:64, 6:3       |
| 2.  | 8. Juni 2014       | Arad                | Sand      | Pere Riba               | 6:4, 7:63       |
| 3.  | 13. Juli 2014      | San Benedetto       | Sand      | Andreas Haider-Maurer   | 6:3, 6:3        |
| 4.  | 15. Februar 2015   | Santo Domingo (1)   | Sand      | Renzo Olivo             | 7:5, 3:1 aufgg. |
| 5.  | 13. September 2015 | Alphen aan den Rijn | Sand      | Igor Sijsling           | 6:1, 2:6, 6:1   |
| 6.  | 17. Oktober 2015   | Casablanca          | Sand      | Daniel Muñoz de la Nava | 3:6, 6:3, 6:2   |
| 7.  | 25. Juni 2017      | Blois               | Sand      | Calvin Hemery           | 6:1, 6:3        |
| 8.  | 10. September 2023 | Istanbul (1)        | Hartplatz | Lukáš Klein             | 7:65, 6:3       |
| 9.  | 7. April 2024      | Barletta            | Sand      | Harold Mayot            | 6:1, 6:3        |
| 10. | 28. April 2024     | Ostrava             | Sand      | Henri Squire            | 6:2, 4:6, 7:5   |
| 11. | 9. Juni 2024       | Zagreb              | Sand      | Luka Mikrut             | 7:5, 6:0        |
| 12. | 17. August 2024    | Santo Domingo (2)   | Sand      | Andrés Andrade          | 6:4, 6:4        |
| 13. | 8. September 2024  | Istanbul (2)        | Hartplatz | Hamad Međedović         | 6:4, 6:2        |
| 14. | 1. Dezember 2024   | Maia                | Sand      | Francesco Passaro       | 6:3, 6:4        |

#### Finalteilnahmen
| Nr. | Datum           | Turnier       | Belag     | Finalgegner           | Ergebnis |
| --- | --------------- | ------------- | --------- | --------------------- | -------- |
| 1.  | 26. August 2017 | Winston-Salem | Hartplatz | Roberto Bautista Agut | 4:6, 4:6 |

### Doppel

#### Finalteilnahmen
| Nr. | Datum            | Turnier | Belag         | Partner        | Finalgegner               | Ergebnis |
| --- | ---------------- | ------- | ------------- | -------------- | ------------------------- | -------- |
| 1.  | 22. Oktober 2017 | Moskau  | Hartplatz (i) | Antonio Šančić | Maks Mirny Philipp Oswald | 3:6, 5:7 |

## Abschneiden bei Grand-Slam-Turnieren

### Einzel
| Turnier         | 2012 | 2013 | 2014 | 2015 | 2016 | 2017 | 2018 | 2019 | 2020 | 2021 | 2022 | 2023 | 2024 | 2025 | Karriere |
| --------------- | ---- | ---- | ---- | ---- | ---- | ---- | ---- | ---- | ---- | ---- | ---- | ---- | ---- | ---- | -------- |
| Australian Open | —    | Q2   | 3    | Q2   | 2    | 1    | 3    | 1    | 1    | 1    | 1    | Q2   | Q2   | 1    | 3        |
| French Open     | —    | —    | 1    | 3    | 1    | 1    | 3    | 1    | —    | Q1   | Q1   | Q1   | Q1   | 3    | 3        |
| Wimbledon       | Q2   | —    | Q1   | 1    | 2    | 2    | 2    | 1    |      | Q2   | —    | Q1   | Q3   | 1    | 2        |
| US Open         | Q1   | Q1   | 1    | 1    | 2    | 3    | 1    | 2    | 1    | Q2   | —    | Q1   | Q1   |      | 3        |

Zeichenerklärung: S = Turniersieg; F, HF, VF, AF = Einzug ins Finale / Halbfinale / Viertelfinale / Achtelfinale; 1, 2, 3 = Ausscheiden in der 1. / 2. / 3. Hauptrunde; Q1, Q2, Q3 = Ausscheiden in der 1. / 2. / 3. Qualifikationsrunde; nicht ausgetragen

## Schauspielkarriere
Erste Erfahrungen beim Film sammelte Džumhur als Statist im Film Esmas Geheimnis – Grbavica (2006).  Im Film Mörderischer Frieden des deutschen Regisseurs Rudolf Schweiger spielte er als Sniper „Durcan“ seine erste Hauptrolle.